# Schlacht von Macroom
Die Schlacht von Macroom fand am 10. Mai 1650 nahe der Ortschaft Macroom (Grafschaft Cork, Irland) während der Rückeroberung Irlands statt. Eine englische parlamentarische Armee unter Roger Boyle besiegte die irische Konföderiertenarmee unter David Roche.

## Vorgeschichte
Boyle konnte im Rahmen der Rückeroberung 1648 die Stadt Cork für die englischen Parlamentstruppen erobern, als er die englisch-royalistische Garnison in der Stadt dazu überreden konnte, auf die parlamentarische Seite zu wechseln. Dieser Seitenwechsel war eine große Hilfe für Oliver Cromwells Feldzug in Irland, da ihm nun die Provinz Munster offen lag. Die irischen und die übrigen royalistischen Gruppen in dieser Gegend zogen sich in die Grafschaft Kerry zurück, die aufgrund der Abgelegenheit und der hügeligen Landschaft leichter zu verteidigen war.

## Die Schlacht
David Roche, ein irischer Offizier, organisierte Anfang Mai 1650 mit 2.000 Mann aus der Grafschaft Kerry heraus eine Offensive, um den irischen Truppen in dem belagerten Ort Clonmel zu Hilfe zu kommen. Cromwell entsandte daraufhin Boyle mit einer 2.000 Mann starken Armee (1.200 Infanteristen und 800 Kavalleristen), um Roche aufzuhalten. Als Roche die entgegenkommende Gefahr bemerkte, entschied er sich zum Rückzug. Anstatt die irischen Truppen entkommen zu lassen, ließ sie Boyle mit seiner Kavallerie verfolgen. Nahe der Ortschaft Macroom kam es am 10. Mai zum Gefecht. Die irischen Truppen wurden von der Kavallerie regelrecht überrannt, und zwischen 500 und 600 irische Soldaten wurden getötet (einschließlich der später hingerichteten Gefangenen). Die Verluste auf englischer Seite waren gering. Die irischen Truppenteile, die entkommen konnten, zogen sich erneut in die Grafschaft Kerry zurück.

## Nachspiel
Am folgenden 11. Mai belagerte und eroberte Boyle Carrigadrohid Castle, indem er Boetius MacEgan, den katholischen Bischof der Umgebung, gefangen nahm und seine Hinrichtung androhte, sollte die Burg nicht kapitulieren. MacEgan verlangte von der Garnison in der Burg, dass diese weiter kämpfen sollte, woraufhin dieser in Sichtweite der Burg gehängt wurde. Kurz danach ergab sich die Garnison.